# Austmarka (Kongsvinger)
Austmarka  is een plaats in fylke Innlandet in het oosten van Noorwegen. Het dorp ligt vlak bij de Zweedse grens en maakt deel uit van de gemeente Kongsvinger.
Austmarka ligt in Finnskogen. In de 17e eeuw vestigden zich Bosfinnen in de streek. In de omgeving van het dorp zijn nog meerdere zogenaamde Finnetorpen te vinden, de oorspronkelijke woonhuizen van de Finse immigranten.  Het dorp kreeg in de 1858 een eigen kerk. 